# Вільгельм Мале
Вільгельм Мале (англ. William Malet, ? — 1071) — один з прибічників Вільгельма Завойовника. 
Один з небагатьох, про кого достеменно відомо, що він брав участь у битві при Гастінгсі у 1066 році. Вільгельм Мале був володарем значних маєтків у Нормандії, зокрема Па де Ко (Pays de Caux). Після завоювання норманнами Англії був призначений Верховним Шерифом Йоркширу, а згодом Верховним Шерифом Норфолку та Саффолку.